# Snowdrop
Snowdrop er en sydkoreansk tv-drama/serie på 16 episoder. Hovedrollerne spilles af henholdsvis Jung Hae-in, Jisoo, Yoo In-na, Jang Seung-jo, Yoon Se-ah, Kim Hye-yoon og Jung Yoo-jin.